# Citrus polytrifolia
Citrus polytrifolia, es un árbol perteneciente al género Citrus, dentro de la familia de las rutáceas. Es endémica del centro-sur de China.

## Descripción
Citrus polytrifolia se conoce localmente en china como 富民枳 y es un árbol pequeño, de entre 2,5 y 4 m de altura, de hoja perenne trifoliada, que no forma un tronco, sino que crece como un arbusto.
Sus flores presentan de 5 a 9 pétalos y es capaz de florecer 3 veces al año (marzo, mayo y agosto).Sus frutos son redondeados, de unos 7,5 cm de ancho y un peso de 64-130 gramos.

## Distribución y hábitat
El área de distribución nativa de esta especie es el sureste de China (Yunnan) y crece principalmente en el bioma subtropical.

## Taxonomía
Citrus inodora fue descrito por el botánico belga Rafaël Herman Anna Govaerts y publicada por primera vez en el libro World Checklist of Seed Plants 3 (1): 15 en 1999.

Etimología
- Citrus: nombre genérico que proviene del latín citrus, que se refiere a los árboles y arbustos que producen frutas cítricas, como limones, naranjas y limas. El término citrus tiene sus raíces en el griego antiguo κίτρον (kítron), que significa 'cítricos' o 'fruto de cítricos'
- polytrifolia: epíteto específico que se compone de dos partes: poly- que proviene del griego polus (πολύς), (que significa 'mucho' o 'varios') y Trifolia que viene del latín trifolium, (que significa 'tres hojas'), haciendo referencia a que la especie presenta muchas hojas trifoliadas.[4]

## Usos
La pulpa del fruto de esta especie no es comestible debido al alto contenido de aceites amargos. Sin embargo, los frutos secos e inmaduros se utilizan localmente como medicina.